# Somália (atacante)
Wanderson de Paula Sabino, mais conhecido como Somália (Nova Venécia, 22 de junho de 1977), é um ex-futebolista brasileiro que atuava como atacante.

## Carreira
Somália teve ao longo de sua carreira quatro boas passagens por clubes, sendo o primeiro clube o América - MG, onde ganhou certa notoriedade. Depois o São Caetano, por onde teve três passagens. Os outros dois clubes são o Fluminense e Duque de Caxias. No clube da Baixada Fluminense disputou a Serie B em 2010 e 2011, sendo o artilheiro da equipe nas duas edições com 14 e 8 gols. Em 2012, foi o principal artilheiro no Boavista, tambem no Rio de Janeiro.
Depois de sua passagem pelo Duque de Caxias, começou a rodar por diversos clubes de menor expressão nacional, no Rio de Janeiro e Minas Gerais. Destaque-se o título da segunda divisão carioca, pelo America do Rio, em 2015.

## Títulos
América Mineiro
- Campeonato Brasileiro – Série B: 1997

Feyenoord
- Campeonato Holandês: 1999
- Supercopa da Holanda: 1999

São Caetano
- Campeonato Paulista: 2004

America
- Campeonato Carioca – Série B: 2015

### Campanhas de destaque
São Caetano
- Campeonato Brasileiro: 2001 (vice-campeão)
- Copa Libertadores da América: 2002 (vice-campeão)
- Campeonato Paulista: 2007 (vice-campeão)

Fluminense
- Copa Libertadores da América: 2008 (vice-campeão)

## Artilharias
São Caetano
- Campeonato Paulista: 2007 – 13 gols

Boavista
- Campeonato Carioca: 2012 – 12 gols
- Taça Rio: 2012 – 10 gols